# Distretto di José Leonardo Ortiz
Il distretto di José Leonardo Ortiz è uno dei venti distretti della provincia di Chiclayo, in Perù. Si trova nella regione di Lambayeque e si estende su una superficie di 28,22 chilometri quadrati.

Istituito il 28 novembre 1961, ha per capitale la città di San Carlos; nel censimento 2005 contava 153.472 abitanti.